# Bugulmá
Bugulmá (ruso: Бугульма; tártaro: Бөгелмә), localidad tártara de 93.014 habitantes según el censo ruso de 2002.

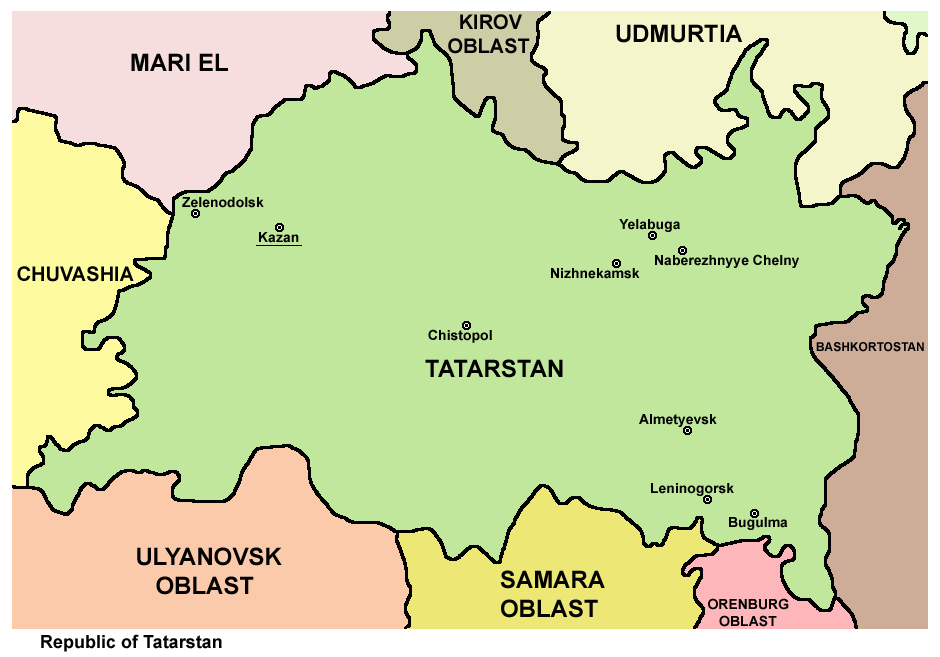
Mapa de Tartaristán en el que aparece Bugulmá

- Wikimedia Commons alberga una categoría multimedia sobre Bugulmá.

- Datos: Q132806
- Multimedia: Bugulma / Q132806